# Тагирова, Аниса Абдулловна
Аниса́ Абду́лловна Таги́рова (баш. Таһирова Әнисә Абдулла ҡыҙы; 15 декабря 1941, Макарово, Башкирская АССР — 18 июня 2024, Уфа) — башкирская поэтесса, переводчица

, преподаватель высшей школы.

## Биография
Аниса Абдуловна Тагирова родилась 15 декабря 1941 года в деревне Макарово Макаровского района БАССР (сейчас — Ишимбайского района Башкортостана) в семье колхозников. Училась в Макаровской средней школе, окончив школу, работала на стройке.
В 1966 году окончила Стерлитамакский государственный педагогический институт, в 1981 году — Высшие литературные курсы (Москва). С 1968 года занималась журналистикой.
В 1990—1991 годах руководила башкирской группой и преподавала башкирский язык в Литературном институте им. Горького, затем преподавала башкирский язык в РХГИ им. Давлеткельдеева (Уфа).
Умерла 18 июня 2024 года в Уфе после болезни в возрасте 82 лет.

## Творчество
Первая поэтическая книга «Косуля» вышла в 1971 году в Башкирском книжном издательстве.
Аниса Тагирова — поэтесса, работающая над поэтической формой — сонетом; её перу принадлежат десятки венков сонетов (изданы в книгах: Дарю тебе весну: Стихи, сонеты, 1986; Память сердца: Стихи, сонеты, поэмы, 1996).
Автор двадцати поэтических сборников на башкирском, русском, татарском языках.
Написала множество песен.
Перевела на башкирский язык стихи Анны Ахматовой, Марины Цветаевой, Бориса Пастернака, А. С. Пушкина, М. Ю. Лермонтова и др.

## Избранные публикации
- Пусть дойдут мои думы : Стихи / Аниса Тагирова, 63 с. 16 см, Уфа Башк. кн. изд-во 1979
- Верю в чудо : [Стихи] / Аниса Тагирова; [Худож. Р. Ф. Хайретдинов], 95 с. ил. 17 см, Уфа Башк. кн. изд-во 1983
- Золоторогий олень : Сказки и стихи. [Для мл. шк. возраста] / Аниса Тагирова; [Худож. В. Те], 44 с. цв. ил. 21 см, Уфа Башк. кн. изд-во 1985
- Косуля : Стихи / Аниса Тагирова ; Пер. с башк. О. Ермолаевой, 63 с. 16 см, М. Современник 1985
- Дарю тебе весну : Стихи, сонеты / Аниса Тагирова; [Худож. Ю. В. Деменкова], 95 с. ил. 17 см, Уфа Башк. кн. изд-во 1986
- Перекаты Сиказе : Стихи / Аниса Тагирова ; Пер. с башк. О. Ермолаевой; [Худож. И. Максимова], 110,[1] с. ил. 17 см, М. Сов. писатель 1990
- Песня подснежника : [Стихи : Для мл. шк. возраста] / Аниса Тагирова; [Худож. А. Костин], 48,[1] с. ил. 20 см, Уфа Башк. кн. изд-во 1990
- Обычай моего рода : Стихи, поэмы, сонеты / Аниса Тагирова, 189,[1] с. 16 см, Уфа Башк. кн. изд-во 1991
- Сдвоенный браслет : Стихи, поэма, венки сонетов : [Перевод] / Аниса Тагирова, 111,[1] с. ил. 17 см, Уфа Башк. изд-во «Китап» 1994
- Сказка про голубой цветок : Поэтич. сказки : [В стихах : Для дошк. возраста] / Аниса Тагирова; [Худож. М. и И. Ахмазуллины], 29 с. цв. ил. 22 см, Уфа Башк. изд-во «Китап» 1994
- Память сердца : Стихи, сонеты, поэмы / Аниса Тагирова, 207 с. портр. 17 см, Уфа Башк. изд-во «Китап» 1996
- Повелительница змей : [Сказки : Для дошк. и мл. шк. возраста] / Аниса Тагирова, 103 с. цв. ил. 22 см, Уфа Китап 1998